# Jean-Patrick Nazon
Jean-Patrick Nazon (Épinal, Francia, 18 de enero de 1977) es un exciclista profesional. Compitió en su último año para el equipo francés Ag2r Prévoyance el cual participaba en el UCI ProTour.
Ganó dos etapas al esprint en el Tour de Francia, una en 2003 y otra en 2004, faceta en la cual destacó y que le reportó sus mayores logros. En total consiguió 23 victorias como ciclista profesional.
Es hermano menor de Damien Nazon, también exciclista profesional.

## Palmarés
| 1998 - 2 etapas del Circuit des Mines 2000 - 2 etapas de la Estrella de Bessèges - 1 etapa de los Cuatro días de Dunkerque - 1 etapa del Tour de l'Oise et de Picardie 2001 - 1 etapa del Tour del Porvenir 2002 - 1 etapa del Critérium Internacional - 1 etapa de los Cuatro días de Dunkerque 2003 - 1 etapa de los Cuatro días de Dunkerque - 2 etapas de la Vuelta al Alentejo - 1 etapa del Tour de Francia | 2004 - 1 etapa del Critérium Internacional - 1 etapa del Tour de Francia - 1 etapa del Tour de l'Ain 2005 - 1 etapa de la Vuelta a Baviera - 1 etapa del Tour de Hesse - Memorial Rik Van Steenbergen 2006 - 1 etapa del Circuit de Lorraine - 1 etapa de la Ruta del Sur 2007 - 1 etapa de la París-Niza - 1 etapa de la Ruta del Sur |

## Resultados en Grandes Vueltas y Campeonatos del Mundo
| Carrera         | Carrera         | 1997 | 1998 | 1999 | 2000 | 2001 | 2002 | 2003  | 2004  | 2005 | 2006  | 2007 | 2008 |
| --------------- | --------------- | ---- | ---- | ---- | ---- | ---- | ---- | ----- | ----- | ---- | ----- | ---- | ---- |
|                 | Giro de Italia  | —    | —    | —    | —    | —    | —    | —     | —     | —    | —     | —    | —    |
|                 | Tour de Francia | —    | —    | —    | Ab.  | —    | —    | 135.º | 137.º | Ab.  | —     | —    | —    |
|                 | Vuelta a España | —    | —    | —    | —    | —    | —    | —     | —     | —    | 105.º | —    | —    |
| Mundial en Ruta | Mundial en Ruta | —    | —    | —    | —    | —    | —    | —     | —     | 51.º | —     | —    | —    |

—: no participa

Ab.: abandono

## Equipos
- Française des Jeux (1997-2002)
  - La Française des Jeux (1997-1998)
  - Française des Jeux (1999)
  - La Française des Jeux (2000-2002)
- Jean Delatour (2003)
- Ag2r (2005-2008)
  - Ag2r Prévoyance (2004-2007)
  - Ag2r La Mondiale (2008)

## Reconocimientos
- 3º en la Bicicleta de Oro Francesa (2003)